# Danh sách thành phố tiểu bang Arizona
Danh sách các thành phố Tiểu bang Arizona, Hoa Kỳ
Dân số nội đô > 1.000.000
- Phoenix

Dân số > 500.000 (Vùng nội đô)
- Tucson
- Mesa

Dân số > 100.000 (Vùng nội đô)
- Glendale
- Scottsdale
- Chandler
- Tempe
- Gilbert
- Peoria

Dân số > 25.000 (Vùng nội đô)
- Yuma
- Flagstaff
- Avondale
- Lake Havasu City
- Surprise
- Sierra Vista
- Prescott
- Bullhead City
- Apache Junction
- Oro Valley
- Casa Grande

Dân số > 10.000 (Vùng nội đô)
- Goodyear
- Prescott Valley
- Kingman
- Fountain Hills
- Nogales
- Marana
- San Luis
- Douglas
- Florence
- Payson
- Paradise Valley
- El Mirage
- Sedona
- Eloy
- Cottonwood

Dân số < 10.000 (Vùng nội đô)
- Camp Verde
- Winslow
- Safford
- Buckeye
- Chino Valley
- Show Low
- Coolidge
- Somerton
- Globe
- Page
- Bisbee
- South Tucson
- Queen Creek
- Wickenburg
- Guadalupe
- Tolleson
- Holbrook

Dân số < 5.000
- Benson
- Snowflake
- Cave Creek
- Thatcher
- Eagar
- Litchfield Park
- Pinetop-Lakeside
- Sahuarita
- Willcox
- Colorado City
- Clarkdale
- St. Johns
- Taylor
- Superior
- Quartzsite
- Carefree
- Parker
- Youngtown
- Williams

Dân số < 2.500
- Kearny
- Clifton
- Gila Bend
- Joseph City, Arizona
- Pima
- Springerville
- Miami
- Mammoth
- Wellton
- Huachuca City
- Tombstone
- Fredonia
- Patagonia
- Hayden
- Duncan
- Winkelman
- Jerome

Theo số liệu thống kê 1/1/2002, dân số theo thống kê năm 2000 của Tổng cục thống kê dân số Hoa Kỳ